# Māris Poikāns
Māris Poikāns –en ruso, Марис Пойканс– (Vidriži, URSS, 11 de noviembre de 1962) es un deportista soviético de origen letón que compitió en bobsleigh.
Ganó una medalla de bronce en el Campeonato Europeo de Bobsleigh de 1990, en la prueba doble. Participó en dos Juegos Olímpicos de Invierno, ocupando el sexto lugar en Sarajevo 1984 y el quinto en Calgary 1988, en la prueba cuádruple.

## Palmarés internacional
| Campeonato Europeo | Campeonato Europeo | Campeonato Europeo | Campeonato Europeo |
| Año                | Lugar              | Medalla            | Prueba             |
| ------------------ | ------------------ | ------------------ | ------------------ |
| 1990               | Igls (Austria)     | Medalla de bronce  | Doble              |